# Камілло Торредджані

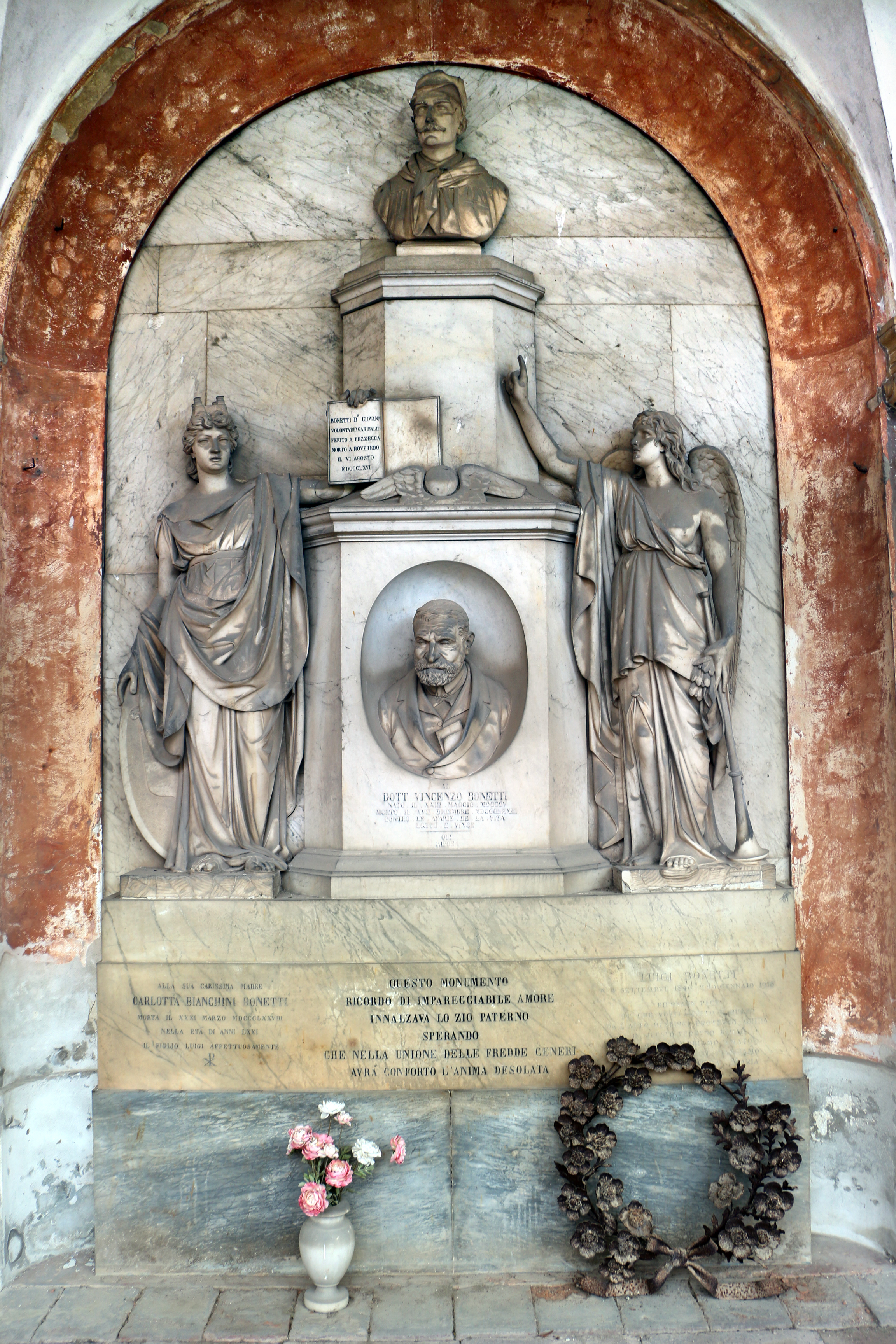
Могила Вінченцо Бонетті, 1870-ті роки, Cimitero Monumentale в Феррарі

Камілло Торредджані (19 березня 1820—1896) — італійський скульптор.

## Біографія
Народившись у бідній родині, у 20 років він покинув Феррару в пошуках роботи. Працював у Болоньї над декоруванням Палаццо дель Подеста, який відновлювався. Працював у церкві Санта-Марія-дель-Соккорсо в Ліворно . Він переїжджає до Флоренції, працювати під керівництвом скульптора Луїджі Пампалоні. Для Пампалоні Торредджані виконав багато портретів. Він пробув у Флоренції одинадцять років, потім повернувся до Феррари, де відкрив студію. На кладовищі Феррари він завершив будівництво пам'ятників родинам Мантовані та Ботті; пам'ятник американцю Ловеллу Путману, пам'ятник родині Кавальєра Сантіні, пам'ятник юристу Марчелліно Ломбарді, пам'ятник Мараголі. Він також зробив пам'ятник на честь патріота Гарібальдіно Бонетті, який загинув у битві при Беззекці. Алегорія зображує уособлення міста Феррара, яке вписує своє ім'я в літопис історії своєї країни. Він також зробив бюсти покровителів госпіталю в Casa di Ricovero. Він завершив створення бюста Вітторіо Емануеле для міста Терні.
Торредджані багато подорожував Європою, зокрема, побував у Парижі, Лондоні, Відні й Мадриді. У Мадриді він зробив портретний бюст колишньої королеви Ізабелли, за що був нагороджений Хрестом Карла III. Він також завершив портрет Джоаккіно Россіні для Республіки Сан-Маріно.
У 1860 році міська рада Ченто замовила Торредджані мармуровий бюст графа Кавура, розміщений у залі Ради. Для ратуші Ровіго в 1860 році він виліпив мармуровий бюст графа де Анджеліса.
На замовлення кардинала Мікеле Віале-Прела була зроблена велика статуя Непорочного Зачаття — Immacolata, виготовлена з каррарського мармуру . Він також завершив портрет співачки Ермінії Фрезцоліні та адвоката Карло Майєра та Вінченцо Парескі (1803—1887).
Серед іншого працював у складній техніці ефекту вуалі.